# Bisdom Bangassou

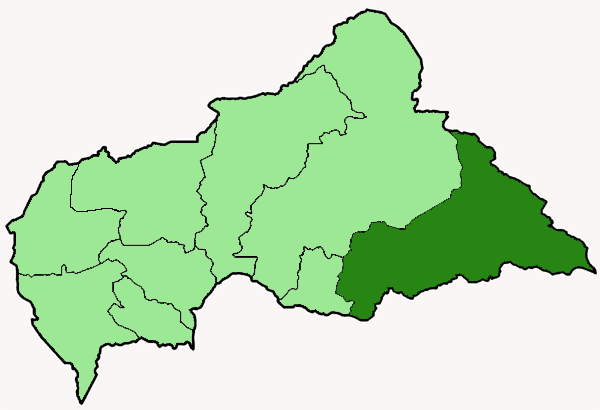
Het bisdom Bangassou binnen de Centraal-Afrikaanse Republiek

Het bisdom Bangassou (Latijn: Dioecesis Bangassuensis) is een van de negen rooms-katholieke bisdommen van de Centraal-Afrikaanse kerkprovincie en is suffragaan aan het aartsbisdom Bangui. De huidige bisschop van Bangassou is Juan-José Aguirre Muñoz.

## Geschiedenis

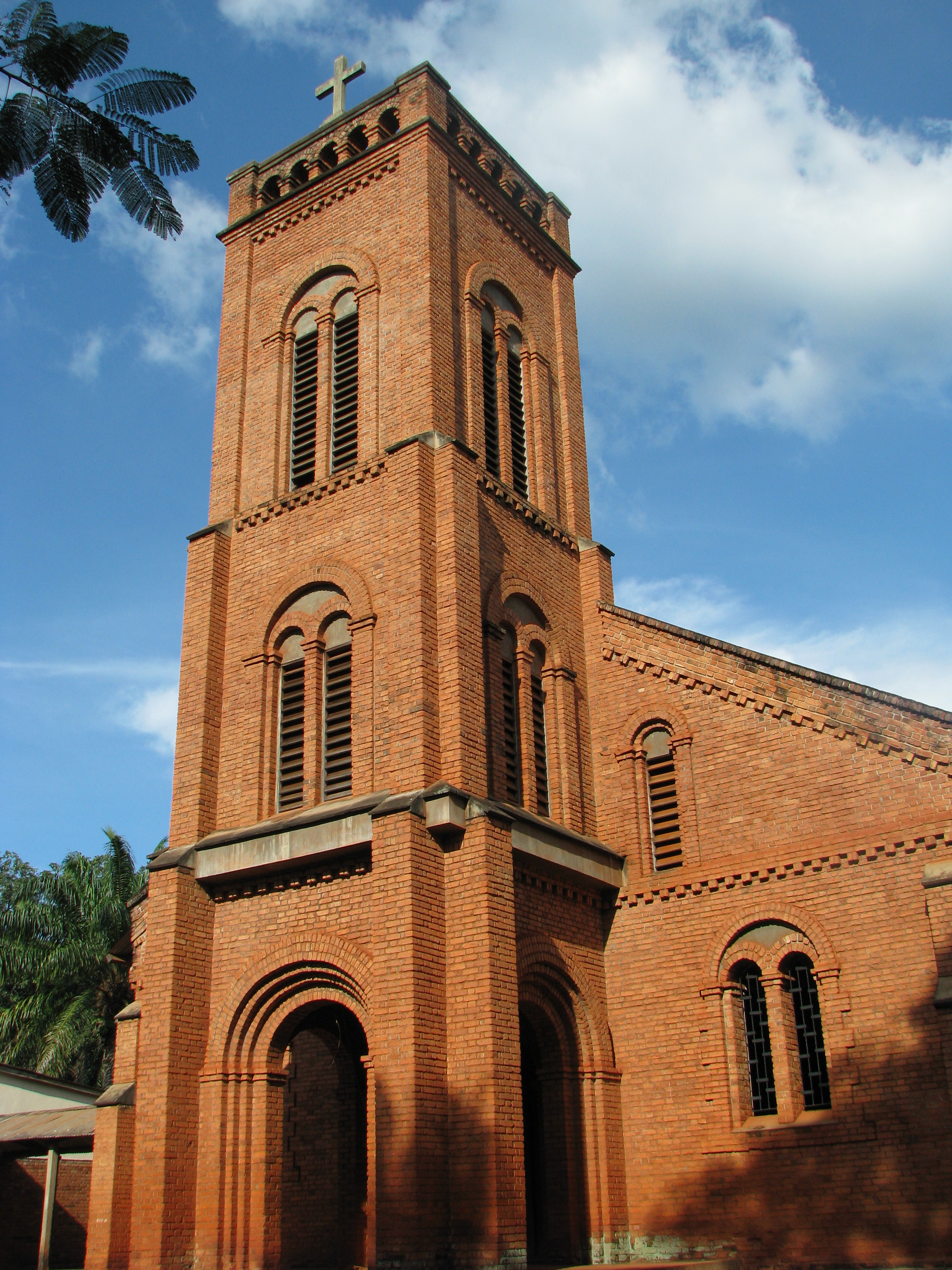
De kathedraal van Bangassou

- 14 juni 1954: Oprichting als apostolische prefectuur Bangassou uit een deel van het apostolisch vicariaat Bangui
- 10 februari 1964: Promotie tot bisdom Bangassou
- 18 december 2004: Gebied verloren na oprichting bisdom Alindao

## Speciale kerken
De kathedraal van het bisdom Bangassou is de Cathédrale Saint Pierre Claver in Bangassou.

## Leiderschap
- Apostolisch prefect
  - Martin Bodewes (1955 – 1964)
- Bisschop van Bangassou
  - Bisschop Antoine Marie Maanicus (10 februari 1964 – 21 december 2000)
  - Bisschop Juan-José Aguirre Muñoz (sinds 21 december 2000)